# Голдендейл

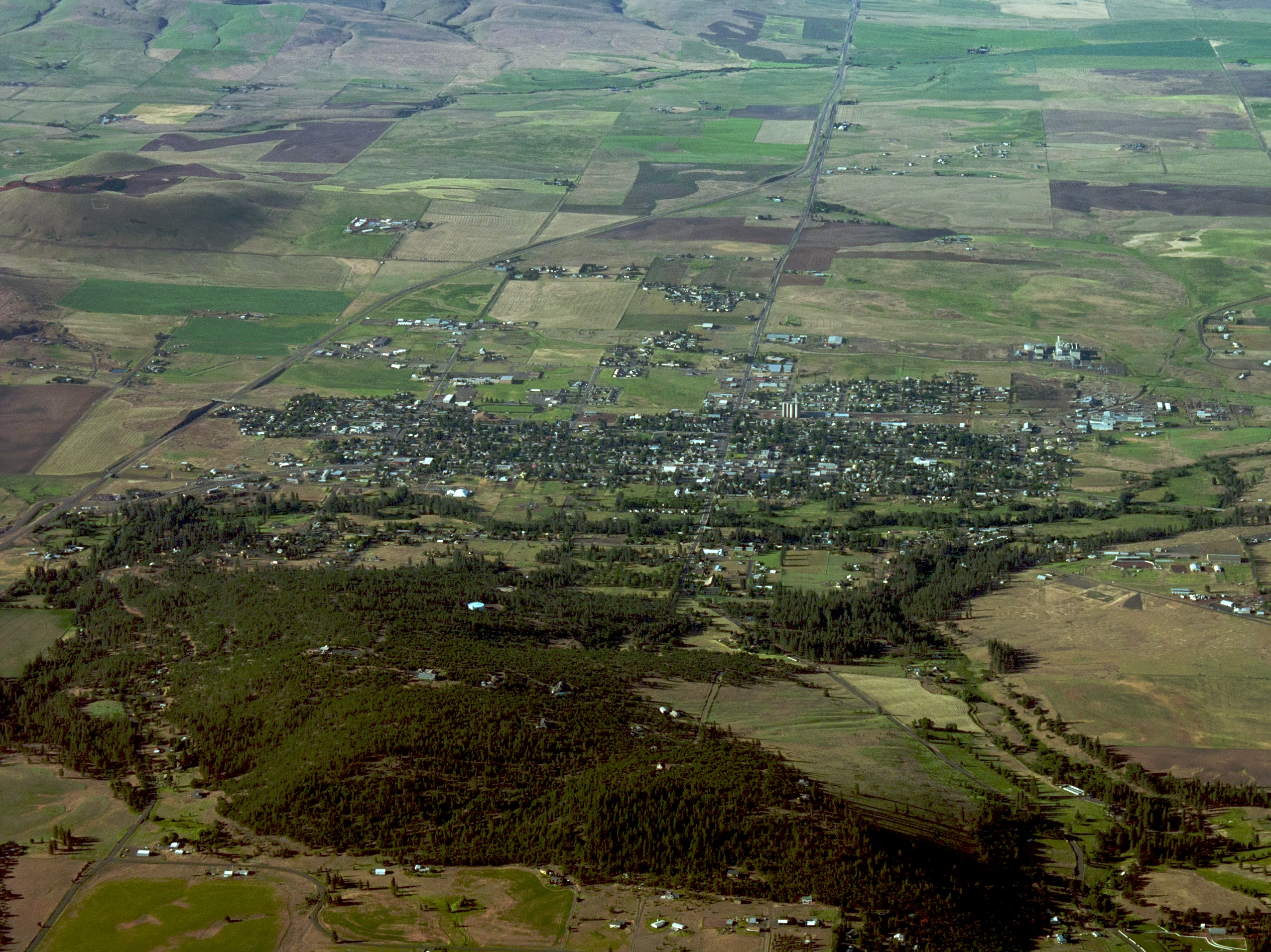
Вид с Воздуха

Голдендейл — город и административный центр округа Кликитат, штат Вашингтон, США. Расположен недалеко от ущелья реки Колумбия. Население по переписи 2020 года составляло 3453 человека.

## История
Экспедиция Льюиса и Кларка сплавлясь по реке Колумбия в 1805 году и разбила лагерь у слияния рек Уайт-Салмон и Колумбия. Вождь племени кликитат, жившего там, позже названный Олд Джейк Хант Тоуэтекс, встретил экспедицию ещё ребёнком. На фотографии 1909 года в музее Голдендейла он запечатлён в возрасте 107 лет.
Мортимер Торп считается первым поселенцем в этом регионе. Когда в конце 1850-х годов он управлял здесь скотоводческим ранчо, здесь поселились ещё две или три семьи. Торп покинул эти места и переехал на территорию Якима, посчитав их «перенаселёнными». Его дом перешёл к Лайонелу Дж. Кимберленду, который позже продал 200 акров земли Джону Дж. Голдену. Он и дал название городу. В 1871 году небольшая община наняла методистского священника, и город получил своё нынешнее название.
Мост через реку Колумбия сегодня соединяет Даллас в штате Орегон с Даллеспортом в штате Вашингтон.
В 1872 году Рокленд, ныне Даллеспорт, был выбран административным центром округа, но в 1878 году Голдендейл стал резиденцией правительства округа Кликитат, а в 1879 году город получил статус города.
В мае 1888 года в западной части Мэйн-стрит вспыхнул пожар, когда большинство жителей наслаждались воскресным пикником. Западный ветер раздул пламя так сильно, что весь город сгорел. В течение следующих нескольких лет он был восстановлен, на этот раз с использованием местного обжига кирпича. Мэйн-стрит была расширена почти на семь метров в своей центральной части.
Изначально лесной сектор был важнейшей отраслью промышленности, но затем его сменило сельское хозяйство. В 1968 году недалеко от плотины Джона Дэя была основана алюминиевая компания, на которой работало до 1400 человек. Компания закрылась в 2003 году, хотя для её обеспечения электроэнергией была построена газовая электростанция. Экономические последствия ощущаются и по сей день. Сегодня Rabanco Regional Disposal — крупнейший работодатель в регионе. Средний доход на душу населения в 2004 году составлял 24 809 долларов США, тогда как средний доход по США — 35 041 доллар США.